# Liste der Baudenkmale in Nuthe-Urstromtal
In der Liste der Baudenkmale in Nuthe-Urstromtal sind alle Baudenkmale der brandenburgischen Gemeinde Nuthe-Urstromtal und ihrer Ortsteile aufgelistet. Grundlage ist die Veröffentlichung der Landesdenkmalliste mit dem Stand vom 31. Dezember 2022.

## Baudenkmale in den Ortsteilen
In den Spalten befinden sich folgende Informationen:
- ID-Nr.: Die Nummer wird vom Brandenburgischen Landesamt für Denkmalpflege vergeben. Ein Link hinter der Nummer führt zum Eintrag über das Denkmal in der Denkmaldatenbank. In dieser Spalte kann sich zusätzlich das Wort Wikidata befinden, der entsprechende Link führt zu Angaben zu diesem Denkmal bei Wikidata.
- Lage: die Adresse des Denkmales und die geographischen Koordinaten. Link zu einem Kartenansichtstool, um Koordinaten zu setzen. In der Kartenansicht sind Denkmale ohne Koordinaten mit einem roten beziehungsweise orangen Marker dargestellt und können in der Karte gesetzt werden. Denkmale ohne Bild sind mit einem blauen bzw. roten Marker gekennzeichnet, Denkmale mit Bild mit einem grünen beziehungsweise orangen Marker.
- Bezeichnung: Bezeichnung in den offiziellen Listen des Brandenburgischen Landesamtes für Denkmalpflege. Ein Link hinter der Bezeichnung führt zum Wikipedia-Artikel über das Denkmal.
- Beschreibung: die Beschreibung des Denkmales
- Bild: ein Bild des Denkmales und gegebenenfalls einen Link zu weiteren Fotos des Baudenkmals im Medienarchiv Wikimedia Commons

### Über die Gemeindegrenzen hinaus
| ID-Nr.                           | Lage                                    | Bezeichnung                                  | Beschreibung | Bild           |
| -------------------------------- | --------------------------------------- | -------------------------------------------- | --- | -------------- |
| 09105929                         | (Lage)                                  | Königlich Preußische Militär-Eisenbahn (KME) | „Der gesamte Schienenstrang der KME zwischen Zossen und Jüterbog“ ist denkmalgeschützt, das betrifft in der Gemeinde Nuthe-Urstromtal die Abschnitte in den Ortsteilen Schönefeld und Jänickendorf. Außerdem betrifft es im Gemeindegebiet den Bahnhof Schönefeld (Empfangs-/Dienstgebäude, Ausschankanbau, Güterboden mit anschließender Laderampe, Schuppengebäude sowie Pflasterstraße im Bahnhofsbereich). | weitere Bilder |
| 09107117 Teilobjekt zu: 09105929 | Schönefeld Rudi-Dutschke-Platz 1 (Lage) | Militärbahnhof Schönefeld                    | Das Bahnhofsempfangsgebäude stammt aus dem Jahr 1897, als die Strecke von Kummersdorf nach Jüterbog verlängert wurde. Es ist ein fünfachsiger, zweigeschossiger Bau aus gelben Ziegeln. | weitere Bilder |
| 09107123 Teilobjekt zu: 09105929 | Schönefeld Rudi-Dutschke-Platz 1 (Lage) | Güterschuppen                                | Der eingeschossige Güterschuppen ist nördlich an das Empfangsgebäude angebaut. | Güterschuppen  |

### Ahrensdorf
| ID-Nr.                           | Lage                         | Bezeichnung | Beschreibung | Bild             |
| -------------------------------- | ---------------------------- | --- | --- | ---------------- |
| 09105671                         | Löwendorfer Straße 25 (Lage) | Landwerk Ahrensdorf (Hachschara-Stätte), bestehend aus Wohnhaus, drei Nebengebäuden, Resten der Einfriedung (Toranlagen) und der Gartenanlage | Die Gebäude stammen aus dem Anfang des 20. Jahrhunderts, erbaut wurden sie von einem Berliner Samengroßhändler. Seine denkmalschutzrechtliche Bedeutung nimmt das Jagdschloss Ahrensdorf aus seiner Nutzung der Jahre 1936–1941 als Hachschara-Stätte und ist im Land Brandenburg das letzte erhaltene Landwerk. | weitere Bilder   |
| 09106864 Teilobjekt zu: 09105671 | Löwendorfer Straße 25 (Lage) | Villa | Der zweigeschossige Ziegelbau im Jugendstil entworfen weist einen l-förmigen Grundriss auf und ist mit einem Walmdach versehen. Datiert auf 1907. | Villa            |
| 09106865 Teilobjekt zu: 09105671 | Löwendorfer Straße 25 (Lage) | Zierbrunnen | Er befindet sich in der Gartenanlage südlich der Villa. Erhalten sind wenige Reste der gelben Brunnenfliesen sowie eine nicht mehr ganz komplette Steinvase der Brunnenrand-Verzierung. Datiert auf 1907. | Zierbrunnen      |
| 09106866 Teilobjekt zu: 09105671 | Löwendorfer Straße 25 (Lage) | Einfriedung | Gefertigt aus Ziegel und Schmiedeeisen. Datiert auf 1907. | Einfriedung      |
| 09106867 Teilobjekt zu: 09105671 | Löwendorfer Straße 25 (Lage) | Werkstattgebäude | Eingeschossiger Ziegelbau hinter der Villa liegend in nordwestlicher Richtung, Zeltdach. Datiert auf 1907. | Werkstattgebäude |
| 09106868 Teilobjekt zu: 09105671 | Löwendorfer Straße 25 (Lage) | Nebengebäude | Eingeschossiger Ziegelbau hinter dem Werkstattgebäude liegend in nordwestlicher Richtung, Zeltdach. Datiert auf 1907. | Nebengebäude     |
| 09106869 Teilobjekt zu: 09105671 | Löwendorfer Straße 25 (Lage) | Bettenhaus | Eingeschossiger Ziegelbau, Satteldach. Auf der rechten Seite des Zufahrtsweges liegend. Datiert auf 1907. | Bettenhaus       |

### Dobbrikow
| ID-Nr.                           | Lage                          | Bezeichnung                      | Beschreibung | Bild                             |
| -------------------------------- | ----------------------------- | -------------------------------- | --- | -------------------------------- |
| 09105155                         | Nettgendorfer Straße 5 (Lage) | Dorfkirche                       | Die Dorfkirche stammt wahrscheinlich aus dem 15. Jahrhundert. Um 1900 wurde die Kirche erweitert. Der Altaraufsatz stammt aus der Zeit um 1700. | weitere Bilder                   |
| 09105294                         | Nettgendorfer Straße 6 (Lage) | Pfarrhaus                        | | Pfarrhaus                        |
| 09107228                         | Weinbergstraße 30 (Lage)      | Villa Grossmann mit Nebengebäude | Haus am See (Inschrift): Ziegel- und Klinkerbau auf quadratischem Grundriss mit Schweifgiebel und Berliner Dach. Datiert auf 1901 (Erweiterung 1976/1982). | Villa Grossmann mit Nebengebäude |
| 09107229 Teilobjekt zu: 09107228 | Weinbergstraße 30 (Lage)      | Nebengebäude                     | Ziegel- und Klinkerbau, eingeschossig und zweigeschossig, Satteldach und Pultdach. Die ursprünglichen Funktionen des Gebäudes bestanden in Stall und Remise. Im Gegensatz zur stark zurückversetzten Villa steht der Bau unmittelbar entlang der Weinbergstraße, südwestlich der Villa. | Nebengebäude                     |

### Dümde
| ID-Nr.   | Lage               | Bezeichnung | Beschreibung | Bild           |
| -------- | ------------------ | ----------- | --- | -------------- |
| 09105295 | Am Dorfring (Lage) | Dorfkirche  | Die evangelische Dorfkirche wurde im Jahre 1791 erbaut. Es ist ein Fachwerkbau. 1881 wurde der Dachturm auf das Dach gesetzt. Die Ausstattung im Inneren ist aus der Bauzeit. | weitere Bilder |

### Felgentreu
| ID-Nr.   | Lage                              | Bezeichnung     | Beschreibung | Bild            |
| -------- | --------------------------------- | --------------- | --- | --------------- |
| 09105938 | Felgentreuer Dorfstraße 41 (Lage) | Stallgebäude    | Das Gebäude stammt im Kern vom Ende des 18. Jahrhunderts und ist eins der wenigen erhalten älteren Gebäude im Ort. Es ist ein zweigeschossiger Fachwerkbau mit Oberlaube und Satteldach im Hof hinter einem neueren Wohnhaus. | Stallgebäude    |
| 09105944 | Kemnitzer Straße 18 (Lage)        | Einfamilienhaus | Das Haus wurde 1971 gebaut. Es ist ein eingeschossiger Bau aus Betonplatten mit Flachdach; Baufirma war Menzel Stahlbetonteile aus Elsterwerda.                                                                               | Einfamilienhaus |
| 09105969 | Zum Sportplatz 12 (Lage)          | Mühle           | Dreigeschossiges Bauwerk mit einem rechteckigen Grundriss, errichtet 1932/33 aus hellen Mauerziegeln | Mühle           |

### Frankenförde
| ID-Nr.   | Lage                 | Bezeichnung | Beschreibung | Bild       |
| -------- | -------------------- | ----------- | --- | ---------- |
| 09105296 | In der Aue 16 (Lage) | Dorfkirche  | Die evangelische Dorfkirche wurde als Feldsteinbau um 1300 erbaut. Der Dachturm wurde Ende des 17. Jahrhunderts hinzugefügt, er trägt eine Welsche Haube. Die Westempore wurde um 1700 eingebaut. Der Kanzelaltar stammt aus der Zeit Anfang des 18. Jahrhunderts. | Dorfkirche |

### Gottow
| ID-Nr.   | Lage   | Bezeichnung                                                                     | Beschreibung | Bild                                                                            |
| -------- | ------ | ------------------------------------------------------------------------------- | ------------ | ------------------------------------------------------------------------------- |
| 09105302 | (Lage) | Grabstätte für 18 Zwangsarbeiter verschiedener Nationalitäten, auf dem Friedhof |              | Grabstätte für 18 Zwangsarbeiter verschiedener Nationalitäten, auf dem Friedhof |

### Gottsdorf
| ID-Nr.            | Lage                       | Bezeichnung            | Beschreibung | Bild           |
| ----------------- | -------------------------- | ---------------------- | ------------ | -------------- |
| 09105303 Wikidata | An der Obermühle 12 (Lage) | Obermühle mit Wohnhaus |              | weitere Bilder |

### Hennickendorf
| ID-Nr.   | Lage                               | Bezeichnung | Beschreibung | Bild           |
| -------- | ---------------------------------- | ----------- | --- | -------------- |
| 09105161 | Hennickendorfer Hauptstraße (Lage) | Dorfkirche  | Die evangelische Kirche wurde 1856 bis 1858 erbaut. Ein Vorgängerbau wurde erstmals 1342 erwähnt. Es ist ein Bau im neugotischen Stil mit einer polygonalen Apsis. Der Innenraum hat eine flache Decke und eine Empore im Westen der Kirche. | weitere Bilder |

### Holbeck
| ID-Nr.   | Lage                  | Bezeichnung                               | Beschreibung | Bild                                      |
| -------- | --------------------- | ----------------------------------------- | ------------ | ----------------------------------------- |
| 09105984 | Eichenallee 14 (Lage) | Remisen- und Speichergebäude des Vorwerks |              | Remisen- und Speichergebäude des Vorwerks |

### Jänickendorf
| ID-Nr.   | Lage   | Bezeichnung | Beschreibung | Bild           |
| -------- | ------ | ----------- | --- | -------------- |
| 09105337 | (Lage) | Dorfkirche  | Die Kirche ist ein rechteckiger Putzbau aus dem Jahr 1830. An der Westseite befindet sich ein Turm, der mit einem Torbau verbunden ist. Die Innenausstattung ist aus der Bauzeit. | weitere Bilder |

### Kemnitz
| ID-Nr.                           | Lage                            | Bezeichnung                                                                                            | Beschreibung | Bild                                                                                                   |
| -------------------------------- | ------------------------------- | --- | --- | --- |
| 09105372                         | Kemnitzer Hauptstraße (Lage)    | Dorfkirche                                                                                             | Die Kirche entstand als Saalkirche vermutlich in der ersten Hälfte des 14. Jahrhunderts aus Feldsteinen. 1739 wurde der Kirchturm angebaut. Im Innern befindet sich ein hölzerner Kanzelaltar aus dem 18. Jahrhundert, eine Empore sowie eine Sakramentsnische. | Dorfkirche                                                                                             |
| 09105375                         | (Lage)                          | Grabstätte für acht Zwangsarbeiter, auf dem Friedhof                                                   | | Grabstätte für acht Zwangsarbeiter, auf dem Friedhof                                                   |
| 09105056                         | Kemnitzer Hauptstraße 13 (Lage) | Gehöft, bestehend aus Wohnhaus, Stallgebäude und Scheune                                               | | Gehöft, bestehend aus Wohnhaus, Stallgebäude und Scheune                                               |
| 09106551 Teilobjekt zu: 09105056 | Kemnitzer Hauptstraße 13 ()     | Wohnhaus                                                                                               | | ein Bild hochladen                                                                                     |
| 09106552 Teilobjekt zu: 09105056 | Kemnitzer Hauptstraße 13 ()     | Scheune                                                                                                | | ein Bild hochladen                                                                                     |
| 09106553 Teilobjekt zu: 09105056 | Kemnitzer Hauptstraße 13 ()     | Stall                                                                                                  | Der Stall wurde im Jahre 2000 abgerissen. | ein Bild hochladen                                                                                     |
| 09105941                         | Kemnitzer Hauptstraße 14 (Lage) | Bauerngehöft Wüstenhagen, bestehend aus Wohnhaus, Torhaus, linkem und rechtem Stallgebäude und Scheune | | Bauerngehöft Wüstenhagen, bestehend aus Wohnhaus, Torhaus, linkem und rechtem Stallgebäude und Scheune |
| 09107136 Teilobjekt zu: 09105941 | Kemnitzer Hauptstraße 14 (Lage) | Stall                                                                                                  | linkes Stallgebäude | Stall                                                                                                  |
| 09107137 Teilobjekt zu: 09105941 | Kemnitzer Hauptstraße 14 (Lage) | Stall                                                                                                  | rechtes Stallgebäude | Stall                                                                                                  |
| 09107138 Teilobjekt zu: 09105941 | Kemnitzer Hauptstraße 14 ()     | Scheune                                                                                                | | ein Bild hochladen                                                                                     |
| 09105942                         | Kemnitzer Hauptstraße 15 (Lage) | Bauernhaus Richter mit Torhaus                                                                         | | Bauernhaus Richter mit Torhaus                                                                         |
| 09107139 Teilobjekt zu: 09105942 | Kemnitzer Hauptstraße 15 (Lage) | Torhaus                                                                                                | Das Torhaus befindet sich links vom Wohnhaus. Erbaut wurde das Torhaus im Jahr 1911. | Torhaus                                                                                                |
| 09105373                         | Kemnitzer Hauptstraße 20 (Lage) | Nuthe-Nieplitz-Haus mit Torgebäude                                                                     | | weitere Bilder                                                                                         |
| 09106318 Teilobjekt zu: 09105373 | Kemnitzer Hauptstraße 20 (Lage) | Torhaus & Speicher                                                                                     | | Torhaus & Speicher                                                                                     |
| 09105633                         | Kemnitzer Hauptstraße 22 (Lage) | Wohnstallhaus (Mittelflurhaus) mit zwei Stallgebäuden                                                  | | weitere Bilder                                                                                         |
| 09106035 Teilobjekt zu: 09105633 | Kemnitzer Hauptstraße 22 (Lage) | Stall                                                                                                  | | Stall                                                                                                  |
| 09105940                         | Kemnitzer Hauptstraße 27 (Lage) | Mittelflurhaus und Taubenhaus                                                                          | | Mittelflurhaus und Taubenhaus                                                                          |
| 09107135 Teilobjekt zu: 09105940 | Kemnitzer Hauptstraße 27 (Lage) | Taubenhaus                                                                                             | | Taubenhaus                                                                                             |
| 09106005                         | Wittbrietzener Straße 1 (Lage)  | Wohnhaus                                                                                               | | Wohnhaus                                                                                               |

### Liebätz
| ID-Nr.   | Lage                 | Bezeichnung | Beschreibung | Bild       |
| -------- | -------------------- | ----------- | --- | ---------- |
| 09105384 | An der Kirche (Lage) | Dorfkirche  | Die Dorfkirche Liebätz ist ein neugotischer Backsteinsaal mit einem Dachtürmchen auf dem westlichen Giebel aus dem Jahr 1856. Die Ausstattung ist neuzeitlich. | Dorfkirche |

### Lynow
| ID-Nr.                           | Lage                          | Bezeichnung                                                          | Beschreibung | Bild                           |
| -------------------------------- | ----------------------------- | -------------------------------------------------------------------- | ------------ | ------------------------------ |
| 09105572                         | Oscar-Barnack-Straße 1 (Lage) | Gehöft, bestehend aus Wohnhaus, Gebäude mit Oberlaube, Tor und Stall |              | weitere Bilder                 |
| 09106763 Teilobjekt zu: 09105572 | Oscar-Barnack-Straße 1 (Lage) | Wohnhaus                                                             |              | Wohnhaus                       |
| 09106764 Teilobjekt zu: 09105572 | Oscar-Barnack-Straße 1 (Lage) | Torhaus und Wirtschaftsgebäude                                       |              | Torhaus und Wirtschaftsgebäude |
| 09106765 Teilobjekt zu: 09105572 | Oscar-Barnack-Straße 1 (Lage) | Stall                                                                |              | Stall                          |

### Märtensmühle
| ID-Nr.                           | Lage                  | Bezeichnung | Beschreibung | Bild     |
| -------------------------------- | --------------------- | ----------- | --- | -------- |
| 09105691                         | Lindenallee 22 (Lage) | Gehöft      | Dreiseithof mit Wohnhaus, Stall und Scheune. Datiert mit unterschiedlichen Entstehungszeiten. | Gehöft   |
| 09106881 Teilobjekt zu: 09105691 | Lindenallee 22 (Lage) | Wohnhaus    | Das zweigeschossige Mittelflurhaus mit Satteldach und Vorlaube (ebenfalls Satteldach) befindet sich vorne an der linken Hofseite. Erbaut wurde das Haus um 1800. Im Inneren befindet sich eine Schwarze Küche. | Wohnhaus |
| 09106882 Teilobjekt zu: 09105691 | Lindenallee 22 (Lage) | Scheune     | Die Scheune steht auf der Rückseite des Hofes. Kalksandstein-Gebäude mit Satteldach. Datiert auf ca. 1851/1900.                                                                                                | Scheune  |
| 09106883 Teilobjekt zu: 09105691 | Lindenallee 22 (Lage) | Stall       | Der Stall steht auf der rechten Hofseite. Eineinhalbgeschossiges Ziegelgebäude mit Satteldach. Datiert auf ca. 1885/1900.                                                                                      | Stall    |

### Ruhlsdorf
| ID-Nr.                           | Lage              | Bezeichnung | Beschreibung | Bild       |
| -------------------------------- | ----------------- | ----------- | --- | ---------- |
| 09106051                         | Kirchplatz (Lage) | Dorfkirche  | Die Dorfkirche ist ein neugotischer Backsteinbau aus dem Jahr 1904. Im Innern befindet sich eine bauzeitliche Ausstattung. | Dorfkirche |
| 09106052 Teilobjekt zu: 09106051 | Kirchplatz (Lage) | Orgel       | Die Orgel wurde um 1904 vom Hoforgelbaumeister Adam Eifert aus Stadtilm, Thüringen erbaut.                                 | BW         |

### Schönefeld
| ID-Nr.   | Lage                      | Bezeichnung                                               | Beschreibung | Bild                                                      |
| -------- | ------------------------- | --------------------------------------------------------- | --- | --------------------------------------------------------- |
| 09105987 | (Lage)                    | Dorfkirche                                                | | weitere Bilder                                            |
| 09105502 | Neuhofer Straße 78 (Lage) | Sowjetischer Ehrenfriedhof, an der Straße nach Horstwalde | Der Ehrenfriedhof ist für drei unbekannte sowjetische Soldaten angelegt worden. Die Gedenkstätte befindet sich in der nordwestlichen Ecke des Friedhofgeländes. | Sowjetischer Ehrenfriedhof, an der Straße nach Horstwalde |

### Schöneweide
| ID-Nr.                           | Lage                | Bezeichnung         | Beschreibung | Bild           |
| -------------------------------- | ------------------- | ------------------- | --- | -------------- |
| 09105503                         | Lindenstraße (Lage) | Dorfkirche          | Die Dorfkirche Schöneweide der Gemeinde Nuthe-Urstromtal wurde im Jahr 1753 errichtet und brannte im Zweiten Weltkrieg im Jahr 1945 aus. 1954 ließ die Kirchengemeinde das Bauwerk restaurieren. Die Kirchenausstattung ist einheitlich modern. | weitere Bilder |
| 09106226                         | Birkhorst 1 (Lage)  | Forsthaus Birkhorst | Forstgehöft bestehend aus Wohn- und Dienstgebäude, Stall und Scheune. Das Gehöft wurde in den Jahren 1899 und 1900 aus gelben Mauerziegeln errichtet. 2023 wurden die Gebäude aufgegeben.                                                       | weitere Bilder |
| 09106227 Teilobjekt zu: 09106226 | Birkhorst 1 (Lage)  | Wohnhaus            | Eingeschossiger gelber Ziegelbau mit Satteldach. Datiert auf 1899/1900. | Wohnhaus       |
| 09106228 Teilobjekt zu: 09106226 | Birkhorst 1 (Lage)  | Stall               | Eingeschossiger Ziegel- und Holzbau mit Satteldach, südwestlich vom Forsthaus am Waldweg liegend. Datiert auf 1899/1900. | Stall          |
| 09106229 Teilobjekt zu: 09106226 | Birkhorst 1 (Lage)  | Scheune             | Eingeschossiger mit gelben Ziegeln ausgemauerter Fachwerkbau unter einem Satteldach, nordwestlich vom Forsthaus liegend. Datiert auf 1899/1900.                                                                                                 | Scheune        |

### Stülpe
| ID-Nr.                           | Lage                                         | Bezeichnung                                                        | Beschreibung | Bild                           |
| -------------------------------- | -------------------------------------------- | ------------------------------------------------------------------ | --- | ------------------------------ |
| 09105512                         | Ließener Straße (Lage)                       | Dorfkirche                                                         | Die evangelische Kirche wurde 1562 errichtet. Im Jahre 1689 wurde die Kirche renoviert. Der Kanzelaltar im Inneren stammt aus dem Jahre 1690. Die Predella zeigt ein Abendmahlsbild. Weiter gibt es mehrere Grabmäler in der Kirche. | weitere Bilder                 |
| 09106754 Teilobjekt zu: 09105512 | Ließener Straße (Lage)                       | Taufengel                                                          | | BW                             |
| 09106327 Teilobjekt zu: 09105512 | Ließener Straße (Lage)                       | Glocke                                                             | Die Glocke wurde wahrscheinlich im Jahre 1498 gegossen. | BW                             |
| 09105514                         | Baruther Straße 4, 6 (Lage)                  | Wohnhaus                                                           | | Wohnhaus                       |
| 09105515                         | Baruther Straße 36 (Lage)                    | Wohnhaus                                                           | | Wohnhaus                       |
| 09105813                         | Kastanienweg 9 (Lage)                        | Forsthaus (jetzt Kindergarten)                                     | | Forsthaus (jetzt Kindergarten) |
| 09105814                         | Kastanienweg 16 (Lage)                       | Villa                                                              | | Villa                          |
| 09105513                         | Ließener Straße 27 (Lage)                    | Wohnhaus                                                           | Im Inneren des Hauses befindet sich eine Schwarze Küche. | Wohnhaus                       |
| 09105511                         | Schönefelder Chaussee 9-17 (ungerade) (Lage) | Gutsanlage mit Herrenhaus (sog. Schloss), Hofgebäuden und Gutspark | Das Schloss wurde 1754 errichtet. Im Jahre 1999 wurde das Gebäude bei einem Brand beschädigt. Hinter dem Schloss befindet sich ein Landschaftspark.                                                                                  | weitere Bilder                 |
| 09106743 Teilobjekt zu: 09105511 | Schönefelder Chaussee 9-17 (ungerade) (Lage) | Herrenhaus                                                         | Das Herrenhaus liegt nördlich des Dorfes. | Herrenhaus                     |
| 09106744 Teilobjekt zu: 09105511 | Schönefelder Chaussee 9-17 (ungerade) (Lage) | Gutspark                                                           | | Gutspark                       |
| 09106752 Teilobjekt zu: 09105511 | Schönefelder Chaussee 9-17 (ungerade) ()     | Eiskeller                                                          | | ein Bild hochladen             |
| 09106745 Teilobjekt zu: 09105511 | Schönefelder Chaussee 9-17 (ungerade) ()     | Stall & Remise                                                     | | ein Bild hochladen             |
| 09106746 Teilobjekt zu: 09105511 | Schönefelder Chaussee 9-17 (ungerade) ()     | Wohnhaus                                                           | Das Wohnhaus mit einem Geschoss und Krüppelwalmdach wurde um 1900 erbaut. | Wohnhaus                       |
| 09106743 Teilobjekt zu: 09105511 | Schönefelder Chaussee 9-17 (ungerade) ()     | Nebengebäude                                                       | | Nebengebäude                   |
| 09106747 Teilobjekt zu: 09105511 | Schönefelder Chaussee 9-17 (ungerade) (Lage) | Stall & Waschküche                                                 | | Stall & Waschküche             |
| 09106748 Teilobjekt zu: 09105511 | Schönefelder Chaussee 9-17 (ungerade) ()     | Schuppen                                                           | | ein Bild hochladen             |
| 09106749 Teilobjekt zu: 09105511 | Schönefelder Chaussee 9-17 (ungerade) (Lage) | Wirtschaftsgebäude                                                 | Das Wirtschaftsgebäude oder Maschinenschuppen wurde um 1900 erbaut. Es ist ein eingeschossiges Gebäude aus Holz mit einem Satteldach.                                                                                                | BW                             |
| 09106750 Teilobjekt zu: 09105511 | Schönefelder Chaussee 9-17 (ungerade) ()     | Schuppen                                                           | | ein Bild hochladen             |
| 09106751 Teilobjekt zu: 09105511 | Schönefelder Chaussee 9-15 (Lage)            | Schmiede                                                           | Die Schmiede liegt im Südosten vor dem Hof. | Schmiede                       |

### Woltersdorf
| ID-Nr.                           | Lage                        | Bezeichnung | Beschreibung | Bild           |
| -------------------------------- | --------------------------- | ----------- | --- | -------------- |
| 09105742                         | Berliner Chaussee (Lage)    | Dorfkirche  | Die Kirche wurde im Jahre 1911 erbaut. Es ist ein einschiffiger unverputzter Backsteinbau mit Tonnengewölbe. Der Entwurf stammt von Friedrich Metzing aus Berlin. | weitere Bilder |
| 09105818                         | Bahnhofstraße 28 (Lage)     | Villa       | Die Villa entstand in der Zeit um 1900 und wurde sowohl aus massiven Ziegelsteinen errichtet, die anschließend verputzt wurden, als auch mit Fachwerk ausgestattet. Zur Straßenseite errichteten Handwerker einen Eckturm. Die Villa trägt ein Krüppelwalmdach. | Villa          |
| 09105817                         | Berliner Chaussee 16 (Lage) | Gasthof     | Der Gasthof wurde im ersten Viertel des 20. Jahrhunderts aus gelben Mauersteinen errichtet. Der zweigeschossige Bau trägt einen Blendengiebel. | Gasthof        |
| 09106033 Teilobjekt zu: 09105817 | Berliner Chaussee 16 (Lage) | Saalbau     | Beim Saalbau handelt es sich um einen eingeschossigen Anbau (ebenfalls gelber Ziegelbau, Pultdach), der sich nach Süden an das Hauptgebäude anschließt. Das Gebäude wurde zur selben Zeit errichtet wie der Gasthof: 1901/1915. Auf dem Gelände befindet noch eine rückwärtig liegende Scheune und eine östlich den Hof abgrenzende Remise. Alle drei Gebäude werden derzeit restauriert (Stand 19. Mai 2024). | Saalbau        |

### Zülichendorf
| ID-Nr.                           | Lage                     | Bezeichnung                                              | Beschreibung | Bild                                                     |
| -------------------------------- | ------------------------ | -------------------------------------------------------- | --- | -------------------------------------------------------- |
| 09105962                         | Dorfanger (Lage)         | Glockenturm                                              | Eingeschossiges Bauwerk aus rötlichem Mauerstein mit einer gedrückt-segmentbogenförmigen Pforte und einem schlichten Satteldach. Im Dachreiter hängt eine Glocke, die von einer nicht mehr vorhandenen Kirche stammt. | Glockenturm                                              |
| 09107201                         | Gottsdorfer Weg 3 (Lage) | Gehöft, bestehend aus Wohnhaus, Scheune und Stallgebäude | | Gehöft, bestehend aus Wohnhaus, Scheune und Stallgebäude |
| 09107202 Teilobjekt zu: 09107201 | Gottsdorfer Weg 3 (Lage) | Wohnhaus                                                 | Eingeschossiger Fachwerkbau mit Satteldach, giebelseitig zur Straße ausgerichtet. Erbaut ca. 1830 (Umbau 1890/1915).                                                                                                  | Wohnhaus                                                 |
| 09107203 Teilobjekt zu: 09107201 | Gottsdorfer Weg 3 (Lage) | Stall                                                    | Eineinhalbgeschossiger Ziegel- und Kalksandstein-Bau mit Satteldach. Datiert auf 1890/1910. | Stall                                                    |
| 09107204 Teilobjekt zu: 09107201 | Gottsdorfer Weg 3 (Lage) | Scheune                                                  | Eingeschossiges Gebäude mit Satteldach, bestehend aus zwei Bau-Technologien: Fachwerk und Lehmstakenausfachung. Datiert auf 1800/1876 (Umbau 1880/1900).                                                              | Scheune                                                  |